# Edward Downes (musicólogo)
Edward Olin Davenport Downes (Boston, 12 de agosto de 1911-Nueva York, 26 de diciembre de 2001) fue un musicólogo, profesor, personalidad de radio y crítico musical estadounidense. Fue el presentador del Texaco Opera Quiz en las transmisiones de radio de la Metropolitan Opera durante casi cuarenta años. Estas transmisiones se escucharon en toda América del Norte y Europa.

## Biografía

### Primeros años
Nació en el barrio de West Roxbury en Boston, Massachusetts. Era hijo de Marian Davenport y Olin Downes, pianista y crítico musical principal del Boston Post. Su madre provenía de una prominente familia de Boston y recibió una patente por su invento que combinaba un juguete infantil con un cambiador de discos. El apellido original de su padre era Quigley, pero se cambió después de que el abuelo de Downes, Edwin Quigley, fuera sentenciado a dieciséis años de prisión por fraude de banda en 1895.
La música era un tema cotidiano cuando el era un niño. Asistió a óperas con su padre cuando en Boston, convirtiéndose en un "ardiente wagneriano apasionado por Sigfrido" cuando tenía nueve años. Sin embargo, su padre renunció a su puesto en The Boston Post por aburrimiento y por cuestiones como que le pidieran que escribiera una reseña positiva para la novia del gerente del periódico. Afortunadamente, diez días después llegó una carta por correo con la oferta de un nuevo trabajo.
Tenía doce años cuando su familia se mudó a Nueva York en 1925 para ocupar el nuevo trabajo de su padre como crítico musical principal del New York Times. Vivían en el edificio de apartamentos The Dakota, cerca de Central Park. En Nueva York, su padre se convirtió durante treinta años en el crítico musical más influyente de Estados Unidos. Su padre también fue el maestro de pruebas de las transmisiones de radio de Metropolitan Opera, desde 1940 hasta su muerte en 1955.
Downes asistió a Trinity School y Dalton School en Nueva York. El verano de 1930, antes de graduarse de la preparatoria, viajó a Alemania para escuchar el debut del amigo de la familia, Arturo Toscanini, en el Festival anual de Bayreuth y para visitar el Festspielhaus de Bayreuth, diseñado por Richard Wagner. Aunque el Partido Nazi estaba llegando al poder y los judíos comenzaban a ser arrestados, el se sentía seguro en Alemania porque era estadounidense y su padre escribía para The New York Times. Regresaría a Alemania para el festival de 1932 a 1936 con su padre. Downes dijo: "El último recuerdo que tengo de Bayreuth antes de la guerra fue en 1936, bastante tarde, cuando Hitler era un visitante habitual. Lo vi allí... si hubiera querido conocer a Hitler, habría sido posible con las conexiones de mi padre. Las autoridades eran muy conscientes de las ventajas que The New York Times podía traerles".
En lugar de completar la preparatoria, se matriculó en la Universidad de Columbia en 1930. Mientras estuvo allí, fue miembro de la fraternidad de St. Anthony Hall. Después de un año, se trasladó a la Escuela de Música de Manhattan. Luego, estudió idiomas en la Universidad de París durante un año, seguido de la Universidad de Múnich durante cuatro años de arte, historia del teatro y lenguas romances; sin embargo, nunca completó una licenciatura. Downes dijo: "No veía por qué necesitaba uno. Terminé trabajando como periodista y enseñando en universidades, y ni siquiera tenía un diploma de preparatoria". Sin embargo, su padre también le ordenó regresar a casa debido a la Segunda Guerra Mundial.
Se alistó en el ejército estadounidense durante la Segunda Guerra Mundial, pero fue "excluido" en 1942 debido a problemas de visión. Trabajó para Arthur M. Schlesinger Jr., preparando libros informativos para la Oficina de Servicios Estratégicos. Downes dijo: "Necesitaban a alguien que pudiera escribir rápido, que conociera idiomas y que pudiera escanear rápidamente una gran cantidad de material de inteligencia y periódicos". Finalmente dejó lo que se convertiría en la CIA con una baja honorable porque sentía que carecía de conocimientos de política internacional, historia y economía, que también eran esenciales a largo plazo.
Decidió asistir a la Universidad de Harvard en 1947. En 1958 recibió su primer título, un doctorado en musicología, de la Universidad de Harvard, cuando tenía 47 años. Su tesis versó sobre Las óperas de Johann Christian Bach como reflejo de las tendencias dominantes en la ópera en serie: 1750-1780.

### Carrera
comenzó su carrera musical como asistente de crítico musical en The New York Post, cubriendo festivales de música en Bayreuth y Salzburgo durante un año. Mientras vivía en Europa, también fue corresponsal musical extranjero para The New York Times. El 30 de septiembre de 1939, se convirtió en crítico musical de The Boston Evening Transcript, trabajando allí hasta que el periódico dejó de publicarse en 1941. Su salario era de 2.300 dólares al año por un "artículo de reflexión" dominical semanal y reseñas de todos los conciertos. También fue asistente de dirección musical de la National Broadcasting Company (NBC). En 1941, se unió al personal de W67NY, filial de Columbia Broadcasting System (CBS).
En 1952, enseñó en la Universidad de Minnesota durante cinco años. En 1955, después de la muerte de su padre, asumió el cargo de crítico musical del New York Times. Después de dejar Minnesota, regresó a Nueva York y también fue investigador en Queens College.
En 1958, recibió una oferta de la Metropolitan Opera International Radio Network para convertirse en el director de pruebas de las transmisiones de radio de la Metropolitan Opera durante veinte semanas al año, por el mismo salario que recibía como crítico musical de un periódico por un año entero de trabajo. Dejó The New York Times y se convirtió en el presentador del Texaco Opera Quiz de 1958 a 1996, supervisando unas 800 transmisiones en vivo. Él dijo: “El cuestionario era decididamente un tema secundario cuando lo tomé. Solíamos llamarlo 'educación endulzada'". Su trabajo no consistía solo en interrogar a los panelistas invitados, sino también investigar y preparar las respuestas a las preguntas enviadas por los oyentes. Estas transmisiones se escucharon a través de 325 estaciones de radio en América del Norte y 26 países de Europa. Michael Bronson, un productor de las transmisiones, dijo: "A veces pienso que Edward no se da cuenta de lo bien que cumplió la misión de las funciones intermedias: ser informativo y entretenido. Su estilo paternal, su forma de tranquilizar a los panelistas y al público desmitificaron la ópera." En algunas ocasiones, actuó como panelista y respondió preguntas formuladas por un presentador invitado. También condujo un programa de radio semanal llamado Primera Audiencia. Se retiró de la radiodifusión después de la temporada 1997-1998.
A partir de 1959 impartió clases magistrales para Friedelind Wagner en el Festival de Bayreuth. Sin embargo, en 1965 "dimitió por la falta de capacidad organizativa de Friedelind, la escasez de recursos, la pérdida de equipaje y los bajos sueldos". Sin embargo, era conocido como musicólogo residente del Festival de Bayreuth.
De 1960 a 1978 escribió las notas del programa de la Filarmónica de Nueva York. También dio una conferencia en el Museo Metropolitano de Arte sobre historia cultural.
Enseñó en Wellesley College, Longy School of Music, Juilliard School y la Universidad de Harvard. Fue profesor en Queens College de 1966 a 1983, enseñando historia de la música.
Sus artículos se encuentran en la Biblioteca de Investigación Howard Gottlieb de la Universidad de Boston.

### Vida personal
Se casó con Mildred Gignoux Fincke originaria de Nueva York el 23 de octubre de 1943. Era hija de Robert Miles Gignoux de San Francisco y tenía una maestría de la Universidad de Columbia. Tenía una hija de su matrimonio anterior con William Manne Fincke, de quien se había divorciado. Downes y Mildred también se divorciaron en 1954.
En 2001, falleció en su casa de los departamentos The Dakota en Nueva York, a la edad de 90 años.

## Trabajos seleccionados

### Como autor
- La guía sinfónica de la Filarmónica de Nueva York . Walker y compañía, 1976. ISBN 0-8027-0540-5

### Como editor
- Perspectivas en Musicología: las conferencias inaugurales del Ph.D. Programa de Música de la City University de Nueva York . Editado por Barry S. Brook, Edward OD Downes y Sherman Van Solkema. Nueva York: WW Norton, 1972. ISBN 0-393-09952-0 [10]

### Como traductor
- Shostakóvich, Dmitri. Katerina Ismailova . Nueva York: Música de Leeds, 1963. ISBN 0949697060
- Verdi, El hombre en sus cartas, editado y seleccionado por Franz Werfel y Paul Stefan. Casa de Viena, Inc., 1973, ISBN 978-0844300887
- Janáček, Leos. Jenufa. Australia: Pellinor Pty Ltd., 1984.